# Умершие в апреле 1997 года
Это список известных людей, соответствующих установленным критериям значимости (см. Википедия:Критерии значимости персоналий), умерших в апреле 1997 года.
Причина смерти указывается лишь в исключительных случаях (убийство, самоубийство, гибель в результате военных действий, смертная казнь, ДТП или несчастные случаи). В остальных случаях — не указывается.
- 1 апреля — Максим Болбас (78) — белорусский экономист, историк.
- 1 апреля — Макар Гончаренко (84) — советский футболист.
- 2 апреля — Иван Малов (77) — участник Великой Отечественной войны, Герой Советского Союза.
- 2 апреля — Юлий Мейтус (94) — украинский советский композитор, народный артист УССР (1973).
- 2 апреля — Александр Румянцев (73) — участник Великой Отечественной войны, Герой Советского Союза.
- 2 апреля — Давид Шахар (70) — израильский писатель.
- 3 апреля — Иван Тюрин (75) — участник Великой Отечественной войны, Герой Советского Союза.
- 3 апреля — Сергей Филатов (70) — советский спортсмен-конник, заслуженный мастер спорта СССР, олимпийский чемпион 1960 года.
- 4 апреля — Иван Малов (81) — участник Великой Отечественной войны, Герой Советского Союза.
- 4 апреля — Алексей Пасько (81) — младший лейтенант Советской Армии, участник Великой Отечественной войны, Герой Советского Союза.
- 4 апреля — Владимир Солоухин (72) — русский поэт и писатель.
- 5 апреля — Аллен Гинзберг (70) — американский поэт второй половины XX века, основатель битничества.
- 6 апреля — Михаил Барбашинов (90) — участник Великой Отечественной войны, Герой Советского Союза.
- 6 апреля — Евгений Косменко (52) — украинский советский артист балета, педагог, заслуженный артист Украины.
- 6 апреля — Георгий Шонин (61) — советский космонавт.
- 8 апреля — Ефим Парахин (84) — участник Великой Отечественной войны, Герой Советского Союза.
- 10 апреля — Николай Браун (71) — Полный кавалер ордена Славы.
- 11 апреля — Вольдемар Шайтан (84) — советский учёный-гидротехник.
- 12 апреля — Гога Агамиров (81) — участник Великой Отечественной войны, командир эскадрильи 337-го авиационного полка 5-й гвардейской авиационной дивизии 4-го гвардейского авиационного корпуса авиации дальнего действия (АДД), капитан.
- 12 апреля — Зураб Анджапаридзе (69) — советский оперный певец (лирико-драматический тенор), режиссёр, народный артист СССР.
- 12 апреля — Георгий Комарычев (80) — участник Великой Отечественной войны, Герой Советского Союза.
- 12 апреля — Василий Сидякин (74) — участник Великой Отечественной войны, Герой Советского Союза.
- 13 апреля — Вольдемар Воли (94) — эстонский борец классического стиля, олимпийский призёр.
- 13 апреля — Бронис Райла (88) — литовский журналист, писатель, поэт, переводчик, критик.
- 14 апреля — Александр Хинкис (83) — французский художник.
- 16 апреля — Игорь Жуковский (78) — советский дипломат, Чрезвычайный и Полномочный Посланник I класса.
- 17 апреля — Хаим Герцог (78) — израильский государственный деятель, занимавший на протяжении своей карьеры важные государственные посты: был послом при ООН и 6-м президентом Израиля.
- 18 апреля — Николай Степанов (71) — участник Великой Отечественной войны, Герой Советского Союза.
- 18 апреля — Алексей Таран (78) — командир расчёта 120-мм миномета 308-го стрелкового полка.
- 18 апреля — Андрей Шахов (85) — участник Великой Отечественной войны, Герой Советского Союза.
- 20 апреля — Михаил Кузнецов (73) — участник Великой Отечественной войны, Герой Советского Союза.
- 21 апреля — Леонид Бекренев (90) — советский военный деятель, начальник Военно-дипломатической Академии Советской Армии(1967-1973), адмирал.
- 21 апреля — Андрей Быкасов (73) — сержант Рабоче-крестьянской Красной Армии, участник Великой Отечественной войны, Герой Советского Союза, лишён звания.
- 22 апреля — Николай Беляев (71) — полный кавалер ордена Славы.
- 22 апреля — Генрих Брандвейнер (87) — австрийский учёный-юрист, педагог, профессор международного права.
- 24 апреля — Виктор Авилов (96) — советский дипломат
- 24 апреля — Анатолий Галиусов (73) — полный кавалер ордена Славы.
- 24 апреля — Алексей Канаев (75) — участник Великой Отечественной войны, Герой Советского Союза.
- 24 апреля — Семен Колесников (76) — Полный кавалер ордена Славы.
- 24 апреля — Анатолий Обуховский (71) — старший сержант Советской Армии, участник Великой Отечественной войны, Герой Советского Союза.
- 25 апреля — Владимир Немчиков] (71) — участник Великой Отечественной войны, Герой Советского Союза.
- 25 апреля - Смирнов Юрий Васильевич  (68) - Заслуженный артист БССР и Республики Беларусь, тенор, солист Белорусского радио и телевидения с 1957 года.
- 26 апреля — Валерий Ободзинский (55) — советский эстрадный певец, тенор.
- 27 апреля — Лев Курников (90) — советский военный деятель, контр-адмирал.
- 29 апреля — Георгий Климов (68) — советский и российский лингвист, кавказовед.
- 29 апреля — Константин Староверов (72) — Герой Социалистического Труда.
- 30 апреля — Абдурахман Авторханов (88) — историк-советолог, писатель, публицист и общественный деятель, доктор политических наук.
- 30 апреля — Лев Овалов (91) — советский писатель, автор детективных произведений о чекисте-контрразведчике майоре Пронине.
- 30 апреля — Владимир Сухарев (72) — советский легкоатлет, спринтер.
- 30 апреля — Георгий Тимушев (74) — участник Великой Отечественной войны, Герой Советского Союза.